# Georgia O'Connor
Georgia Ann Cardinali (de soltera O'Connor; Durham, ah Inglaterra; 18 de febrero de 2000 – 22 de mayo de 2025) fue una boxeadora británica, de la categoría de peso superwélter.

## Carrera
A nivel aficionado ganó la medalla de oro en los Commonwealth Youth Games de 2017, medalla de plata en el AIBA Youth Women's World Boxing Championships de 2017, y bronce en el AIBA Youth World Boxing Championships de 2018. En 2018 alcanzó los cuartos de final del European Youth Championships luego de ganar bronce y plata en las ediciones anteriores.
Se convirtió en profesional en 2021, donde ganó las tres peleas que tuvo, todas por puntos.

## Vida personal y muerte
O'Connor era de origen irlandés. Vivió en Francia en su infancia y hablaba el idioma de manera fluida. Fue tres veces campeona nacional en Taekwondo donde tenía el grado de cinta negra y también peleó en kickboxing donde nunca perdió. Se graduó de ingeniería civil y era guitarrista. O'Connor se casó con Adriano Cardinali el 9 de mayo de 2025.
O'Connor sufrió de colitis ulcerosa y de colangitis esclerosante primaria, además de que fue diagnosticada con cáncer en enero de 2025. Murió de cáncer el 22 de mayo de 2025 a los 25 años.

## Récord como profesional
| No. | Resultado   | Récord | Rival         | Tipo | Round, tiempo | Fecha                 | Sede                                   | Notas |
| --- | ----------- | ------ | ------------- | ---- | ------------- | --------------------- | -------------------------------------- | ----- |
| 3   | Sí Victoria | 3–0    | Joyce Van Ee  | PTS  | 4             | 15 de octubre de 2022 | The O2 Arena, Londres, Inglaterra      |       |
| 2   | Sí Victoria | 2–0    | Erica Alvarez | PTS  | 6             | 2 de abril de 2022    | Newcastle Arena, Newcastle, Inglaterra |       |
| 1   | Sí Victoria | 1–0    | Ester Konecna | PTS  | 6             | 16 de octubre de 2021 | Newcastle Arena, Newcastle, Inglaterra |       |